# アルカディウシュ・ゴアシュ
アルカディウシュ・ゴアシュ（Arkadiusz Gołaś, 1981年5月10日 - 2005年9月16日）は、ポーランドの男子バレーボール選手。身長201cm。ポジションはミドルブロッカー。

## 来歴・人物
2005年7月21日、結婚。
2005年9月16日、マチェラータでのプレーが決まっていたゴアシュはポーランドからイタリアへ向かう途中オーストリアで交通事故にあった。24歳没。

## 球歴
- オリンピック - 2004年（5位）
- 世界選手権 - 2002年（9位）

## 所属クラブ
- MKS MOS Wola Warszawa （1996-2000年）
- AZS Częstochowa （2000-2004年）
- センプレ・バレー・パドヴァ （2004-2005年）